# Kaupthing Bank
Die Kaupthing Bank war bis zu ihrer Auflösung im Jahr 2009 die größte isländische Bank und die sechstgrößte in den nordischen Ländern. In ihrem Heimatland trat sie als Kaupþing banki hf. [ˈkʰœ͡yb̥θɪŋg̥] auf (hf. steht für isländisch Hlutafélag = Aktiengesellschaft). Das Unternehmen verfügte über Vertretungen in Großbritannien, Schweden, Dänemark, Finnland, den Niederlanden, Luxemburg, der Schweiz, Deutschland, Österreich sowie in den USA und im Nahen Osten. Die Bank hatte ihren Stammsitz in Reykjavík und beschäftigte etwa 3200 Mitarbeiter. Die meisten der ausländischen Vertretungen gingen in die Insolvenz oder wurden geschlossen. Die Kaupthing Edge Deutschland stand vom 9. Oktober 2008 bis 22. Juni 2009 unter einem Moratorium. Am 19. November 2009 wurde die deutsche Niederlassung endgültig geschlossen und die Präsenz der Bank in Deutschland beendet.
Am 9. Oktober 2008 wurde Kaupthing unter staatliche Kontrolle gestellt. Am 31. Oktober stellte die isländische Finanzaufsicht FME die Zahlungsunfähigkeit der Kaupthing Bank fest und somit den Entschädigungsfall.
Am 21. November 2009 wurde aus dem Vermögen der Kaupþing Bank die New Kaupþing Bank mit den inländischen Kunden und Aktivitäten in Island ausgegliedert und in Arion Bank umbenannt.

## Geschichte
Die Kaupþing Bank wurde 1982 gegründet. Bereits vier Jahre später war sie eines der Gründungsunternehmen der Isländischen Börse (Iceland Stock Exchange). 2003 wurde die Bank mit der 1930 gegründeten Búnaðarbanki Íslands fusioniert und ging an die Börse. Die Kaupthing Bank war an der Isländischen- und der Stockholmer Börse gelistet. Am 9. Oktober 2008 wurde die Bank auf der Grundlage des wenige Tage zuvor erlassenen Notstandsgesetzes unter staatliche Kontrolle gestellt.
Am 9. Oktober stellte die Kaupthing Bank alle Auszahlungen an ihre Kunden sowie die Liquiditätsversorgung für ihre Niederlassungen im Ausland ein. Ebenfalls am 9. Oktober 2008 kündigte die isländische Finanzaufsicht (FME) an, dass die Geschäfte der Bank, der Kaupthing, von einem Verwalterkomitee, dem „Resolution Committee“, weitergeführt werden. Hauptaufgabe dieses Gremiums war, die Vermögenswerte der Bank im Sinne der Gläubiger bestmöglich zu verwerten. Das Verwalterkomitee berichtete über seine Zwischenergebnisse in regelmäßigen Abständen vor einem Gläubiger-Komitee, dem „ICC“.
Am 22. Oktober 2008 wurde die New Kaupthing zur Aufrechterhaltung des isländischen Zahlungsverkehrs gegründet. Alle ausländischen Aktivitäten der Bank wurden in der Old-Kaupthing – einer Art Bad-Bank – zusammengefasst.
Am 24. November 2008 gewährte das Bezirksgericht in Reykjavík der Bank ein Gläubigerschutz-Moratorium, das bis zum 13. November 2009 verlängert wurde. Olafur Gardarsson, Bevollmächtigter des Obersten Gerichtshofes, überwacht die Einhaltung des Moratoriums und arbeitet mit dem Verwalterkomitee der Bank zusammen.
Am 5. Februar stellte das Verwalterkomitee der Bank den Gläubigern den ersten umfassenden Bericht über die Finanzlage der Bank vor. In dieser Zwischenbilanz standen einem Vermögen von etwa 1.200 Milliarden ISK Schulden in Höhe von 2.400 Milliarden ISK gegenüber. Weitere Zwischenberichte veröffentlicht Kaupthing hf. in monatlichen Abständen auf der Homepage.
Am 25. Mai 2009 kündigte das Verwalterkomitee der Kaupthing erstmals ein baldiges Liquidationsverfahren an.
Laut den Berichten des Rundfunksenders RUV in Reykjavík soll Hreidar Már Sigurdsson, der ehemalige Chef der früheren Kaupthing-Bank, am 7. Mai 2010 einem Haftrichter vorgeführt werden. Vorgeworfen werden ihm Unterschlagung und Verstöße gegen das Aktiengesetz. Magnus Gudmundsson, der vormalige Leiter der Luxemburger Kaupthing-Niederlassung, wurde ebenfalls verhaftet.

## Unternehmen

Zentrale der Kaupthing Bank in Reykjavík

Die Kaupþing Bank hf. war eine Universalbank und bot Unternehmen und Privatpersonen Finanzdienstleistungen an, die von geschäftsbezogenen Leistungen über Kapitalmarktdienste bis zur Vermögensverwaltung sowie Private Banking und Investment Banking reichten.
Im August 2007 gaben die NIBC Bank mit Sitz in Den Haag und die Kaupthing Bank bekannt, dass Kaupthing NIBC für 2,99 Milliarden Euro übernehmen wolle – mit Ausnahme der verlustreichen Investitionen der NIBC in den US-amerikanischen Subprime-Markt für Hypothekenkredite. Aufgrund der Finanzkrise ab 2007 scheiterten die Übernahmeverhandlungen schließlich im Januar 2008.
Seit Ausbruch der internationalen Kreditkrise im Sommer 2007 und eines rund 35-prozentigen Wertverlustes der Isländischen Krone innerhalb weniger Monate werden die isländischen Banken als besonders exponiert betrachtet. Die internationalen Ratingagenturen senkten daher die Bonitätsnoten für die Kaupthing Bank gleich mehrmals. Nach der Verstaatlichung der Kaupthing Bank und der Einfrierung der ausländischen Kundenkonten senkte Fitch Ratings am 9. Oktober 2008 das Rating auf D (erfolgter Zahlungsausfall). Moody’s, das die Kaupthing Bank trotz der bekannten Schwierigkeiten noch am 8. Oktober 2008 mit A1 bewertete, senkte das Rating am 10. Oktober 2008 auf Caa1 bzw. auf C (in Zahlungsverzug) für die nachrangigen Schulden.
Stärker als über direkte Kundeneinlagen refinanzierte sich die Kaupthing Bank jedoch hauptsächlich über die Ausgabe von Anleihen an den internationalen Finanzmärkten sowie durch Aufnahme von Darlehen im Interbankenmarkt. So unterzeichnete die Kaupthing Bank zuletzt im Juni 2008 einen Darlehensvertrag mit RZB, Bank of America, BayernLB und Lloyds TSB über ein Darlehen von 275 Millionen Euro. Laut Halbjahresbericht 2008 hatte die Kaupthing Bank per Mitte 2008 ausstehende Kredite im Umfang von insgesamt 2.883 Milliarden Kronen, davon 1.898 Milliarden Kronen in Form von Anleihen, sowie Kundeneinlagen in der Höhe von 1.848 Milliarden Kronen.
Zum Stand Oktober 2008 verfügte die Kaupthing hf. nach eigenen Angaben im Ausland über Niederlassungen in:
- Deutschland (Kaupthing Edge Germany)
- Österreich (Kaupthing Edge Austria)
- Finnland (Kaupthing Bank Finland)
- Norwegen (Kaupthing Bank Norway)
- Dubai (Kaupthing Bank Dubai and Qatar)

sowie Töchter in:
- Großbritannien (Kaupthing Singer & Friedlander Limited)
- Isle of Man (Kaupthing Singer & Friedlander (Isle of Man) Limited)
- Luxemburg (Kaupthing Bank Luxembourg and Belgium) mit Niederlassungen in Belgien (Kaupthing Bank Belgium) und Genf (Kaupthing Bank Geneva)
- Dänemark (FIH)
- Schweden (Kaupthing Bank Sweden)
- USA (Kaupthing Bank US)
- Japan
- Hongkong

## Kaupthing Edge
Unter der Marke Kaupthing Edge trat die Kaupthing Bank in mehreren europäischen Ländern bis zum 8. Oktober 2008 als Onlinebank auf und bot ein Tagesgeldkonto sowie diverse Festgeldkonten. Sie präsentierte sich als Direktbank mit einem höheren Zinsniveau im Vergleich zu anderen Banken und Direktbanken.
Im ersten Halbjahr hatte die Bank in Deutschland, England, Österreich, Schweiz und Skandinavien 140.000 Neukunden mit Einlagen von über 2,7 Mrd. Euro gewonnen.

### Einlagensicherung
Die Bank war dem isländischen Einlagensicherungsfonds angeschlossen. Dieser Fonds schützte nach Angaben der Bank die Einlagen jedes einzelnen Kunden – auch in Deutschland – bis zu einer Höhe von 20.887 Euro zu 100 %, dieser Betrag sei vom isländischen Staat garantiert und unabhängig vom Kurs der Krone. Der isländische Staat müsse einspringen, wenn das Geld im Fonds nicht ausreicht, hat sich allerdings auf den Standpunkt gestellt, nur an isländische Bürger zu zahlen, da die ausländischen Verbindlichkeiten dermaßen groß seien, dass sie zum Staatsbankrott von Island führen würden, wenn sie bedient werden müssten. Hauptproblem hierbei ist aber, dass die ausländischen Kunden ihre Gesamteinlagen über die garantierte Einlageabsicherung einfordern. Seit dem 10. Oktober 2008 verlinkt die Kaupthing Edge auf ihrer Webseite zusätzlich zum isländischen Einlagensicherungsfonds. Die isländische Einlagensicherung (TIF) bestätigte bereits am 13. Oktober ihre grundsätzliche Zuständigkeit auch für Anleger der deutschen Kaupthing Edge, worauf diese auch in den auf ihrer Website veröffentlichten AGB und FAQ korrekt hingewiesen hatte.
In der Schweiz war Kaupthing Teil des schweizerischen Einlagensicherungsschutzes.

### Deutschland
Die isländische Muttergesellschaft Kaupthing Bank hf. war seit März 2008 mit einer Niederlassung in Frankfurt am Main vertreten. Bis Anfang Oktober  hatte die Bank 50.000 deutsche Kunden mit Einlagen von 500 Millionen Euro nach Angaben von FTD.
Seit 8. Oktober 2008, 16:40:10 Uhr konnte kein Kunde mehr über sein Geld verfügen, da die DZ-Bank das Guthaben in Höhe von 55 Mio. Euro auf dem Clearingkonto der Kaupthing Edge Deutschland an diesem Tag, aufgrund ihres eigenen risikoreichen Engagements in Island, gepfändet hatte. Am 9. Oktober 2008 übernahm die isländische Finanzaufsichtsbehörde FME (Fjármálaeftirlitið) auf Bitten der Bank anstelle der Aktionäre die Kontrolle der Bank. Die Bundesanstalt für Finanzdienstleistungsaufsicht (BaFin) verhängte am selben Tag ein Moratorium, ein Zahlungs- und Veräußerungsverbot über die deutsche Niederlassung der Kaupthing Bank, um einen überstürzten, ungeordneten Abzug der Einlagen zu verhindern. Nach BaFin-Angaben waren Guthaben von 30.800 Deutschen in einer Gesamthöhe von 308 Mio. Euro betroffen. Diese Zahlen wurden später nach oben korrigiert. Demnach waren etwa 34.000 Kunden betroffen.
Am 31. Oktober stellte der isländische Einlagensicherungsfonds die Zahlungsunfähigkeit der Kaupthing Bank rückwirkend zum 9. Oktober 2008 fest. Damit besteht für deutsche Kunden der Bank ein Entschädigungsanspruch, der nach isländischen Vorschriften auf eine Höhe von 20.887 € begrenzt ist. Die Staatsgarantie der deutschen Regierung, die Bundeskanzlerin Angela Merkel am 5. Oktober 2008 vorstellte, griff nach Auffassung des Bundesfinanzministeriums nicht. Nach Auskunft der BaFin haftet für das Geld auch keine deutsche Einlagensicherung. Am 22. November 2008 verkündete Finanzminister Peer Steinbrück, dass allen deutschen Kunden der Kaupthing Bank ihre Einlagen erstattet werden. Zusammen mit Großbritannien und den Niederlanden, deren Forderungen teilweise aber von Island bestritten werden, bot die Bundesregierung der isländischen Einlagensicherung einen zweckgebundenen Kredit in Höhe der deutschen Einlagen an, dieses Angebot wurde allerdings nicht angenommen.
Der isländische Präsident Ólafur Ragnar Grímsson erklärte nach den Unruhen wegen der Staatspleite in einem Interview gegenüber der Financial Times Deutschland am 10. Februar 2009, es sei den isländischen Steuerzahlern nicht zu vermitteln, dass sie jetzt auch noch für die Verluste deutscher Sparer aufkommen müssten. Ausländische Anleger könnten nicht erwarten, dass Island die ganze Last der Finanzkrise trage.
Am 17. April 2009 äußerte die isländische Premierministerin Jóhanna Sigurðardóttir, die Kaupthing Bank besitze genügend Vermögen, um den deutschen Sparern ihre Gelder auszuzahlen. Dieses wurde auch am gleichen Tag auf der Website der Kaupthing Edge Bank veröffentlicht.
Während das Verwalterkomitee der isländischen Kaupthing bereits in seinem 1. Bericht vom 10. Februar veröffentlichte, dass Kaupthing selbst über 80 % der nötigen Mittel zur Einlagenrückzahlung verfüge und auch selbst zurückzahlen wolle, wurden im April 2009 100 % der nötigen Summe bereitgestellt.
Die Bank begann am 22. Mai 2009 mit dem Verfahren zur Rückzahlung durch den Versand von Formbriefen, in denen die Bestätigung der Kundendaten sowie eine Ermächtigung zur Auszahlung angefordert wurden. Die Rückzahlung der Guthaben startete am 22. Juni 2009. Bezüglich der Zinsen teilte die Bank mit: „Anleger, die Ihre Zinsansprüche gegenüber der Kaupthing Bank geltend machen möchten, werden in der Lage sein dies zu tun, sobald das förmliche Verfahren zu dieser Sachlage eingeleitet wird.“
Am 10. Juli 2009 hat die Kaupthing Bank bereits die meisten Einlagen an die rund 34.000 Sparer zurückgezahlt. Zinsen wurden vorerst keine ausgezahlt, wenn sie vor dem 8. Oktober 2008 noch nicht gutgeschrieben waren.
Am 23. Juli 2009 meldete das Bundesfinanzministerium, dass die technische Abwicklung die Rückzahlung verzögerte.
Durch die Pfändung der DZ Bank wurde die Rückzahlung erheblich verzögert, denn die Kaupthing Edge Deutschland musste sich eine neue Abwicklungsstelle suchen. Zudem bestand nach Informationen des Bundesfinanzministeriums die Gefahr, dass weitere Zahlungen der Kaupthing Bank in Richtung Deutschland ebenfalls gepfändet worden wären. Für die Ausführung der Rückzahlungsüberweisungen wurde nach etwa 6 Monaten die deutsche Bundesbank beauftragt. Das Geld floss somit von der isländischen Zentralbank über die Bundesbank zu den Sparern. Die Rückzahlung fand in verschiedenen Auszahlungsrunden statt. Auszahlungstermine waren: 25. Juni 2009 mit ca. 20.000 Zahlungen, 2. Juli 2009 ca. 10.000, 9. Juli 2009 ca. 200, 15. Juli 2009 ca. 50-100 und 22. Juli 2009 mit ca. 500-1000 Zahlungen. Die Zahlen wurden anhand von Medienberichten und Internet-Umfragen unter Geschädigten geschätzt. Es wurde durch den Geschäftsführer der deutschen Kaupthing-Niederlassung bekannt gegeben, dass alle Kunden, die bis zum 2. Juli 2009 keine Zahlung erhalten haben, Problemfälle seien. Unklar war jedoch, warum Kunden, die Mehrfachkonten bei Kaupthing hatten und ein Konto bereits ausgezahlt bekamen bzw. deren Daten sich nicht geändert haben, keine Rückzahlung vor dem 22. Juli 2009 erhielten.

### Luxemburg
Die Niederlassung Luxemburg wurde gemäß einem Restrukturierungsplan in die Banque Havilland S.A. umgewandelt, die am 13. Juli 2009 am bisherigen Standort ihre Türen öffnete. Am 28. September 2009 fand die offizielle Inauguration statt. Magnus Gudmundsson nahm als CEO der neuen Bank teil.
Das Großherzogtum Luxemburg haftet mit seiner Einlagensicherung für die im Großherzogtum Luxemburg neue eigenständig tätige Banque Havilland S.A.
Magnus Gudmundsson wurde am 7. Mai 2010 in Zusammenhang mit dem Zusammenbruch der ehemaligen Kaupthing Bank festgenommen. Am 11. Mai 2010 sind zwei weitere in Luxemburg lebende ehemalige Manager der Bank in Island festgenommen worden.
Durch diese Vorgänge gerät ins Blickfeld, dass zur selben Zeit, als die Bank Havilland gegründet wurde, Hreiðar Már Sigurðsson seine Beratungsfirma Consolium von Island nach Luxemburg verlegt hatte.
Im Juli 2014 wurde Strafantrag gegen das Direktorium der luxemburgischen Finanzaufsicht CSSF gestellt.

### Großbritannien, Schweden, Niederlande
In Großbritannien hat sich die Regierung im ähnlich wie Kaupthing gelagerten Fall der Icesave, einer Niederlassung der isländischen Landsbanki, entschlossen, die Einlagen der geschädigten britischen Anleger durch Vergabe von Krediten an Island zu sichern. Es wurde Island ein Kredit von ca. 3 Mrd. Pfund (rund 3,8 Mrd. Euro) gewährt, damit britische Sparer eine Entschädigung für ihre Guthaben bei der isländischen Icesave-Bank bekommen.
Auch Schweden und die Niederlande vergaben an Island zweckgebundene Kredite, um den Verlust von Einlagen ihrer Sparer bei isländischen Banken zu verhindern.

### Österreich
Die isländische Muttergesellschaft Kaupthing Bank hf. war seit 4. September 2008 mit einer Zweigstelle in Wien vertreten.
Am 9. Oktober 2008 hat die österreichische Finanzmarktaufsichtsbehörde (FMA) der österreichischen Zweigstelle mit sofortiger Wirkung die Entgegennahme von Kundengeldern untersagt und alle Spareinlagen auf österreichischen Konten dieser Bank eingefroren.
Beginnend am 29. Oktober 2008 wurden die Einlagen inkl. Zinsen, den österreichischen Kunden auf die Referenzkonten überwiesen. Am 31. Dezember 2008 hat die Zweigniederlassung Österreich alle ihre Tätigkeiten eingestellt.

### Schweiz
In der Schweiz war die Kaupthing Bank seit Juni 2008 über ihre luxemburgische Tochtergesellschaft Kaupthing Bank Luxembourg S.A. aktiv. Diese unterhielt in Genf eine Zweigniederlassung.
Von der Zugangssperre waren in der Schweiz rund 1.700 Sparer mit Einlagen von insgesamt 35 Millionen Schweizer Franken betroffen. Die Eidgenössische Bankenkommission setzte diesbezüglich zwei Untersuchungsbeauftragte ein, die die finanziellen Verhältnisse des Instituts klären. Darüber hinaus hat sie der Bank zum Schutz der Sparer sämtliche Auszahlungen über 5.000 Franken untersagt. Im Rahmen des Schweizer Einlegerschutzes haben Ende Oktober 2008 Kunden, die einen entsprechenden Antrag gestellt haben, den festgelegten Höchstbetrag von 30.000 Franken ausbezahlt bekommen. Die Auszahlung von Einlagen von mehr als 30.000 Franken, inklusive Zinsen, hängt gemäß den Angaben der EBK und den eingesetzten Untersuchungsbeauftragten von der Entwicklung der Situation in Island, dem Ergebnis der zwischen Luxemburg, Belgien und Island geführten Diskussionen und vom Ausgang des laufenden Verfahrens am Hauptsitz der Bank in Luxemburg ab.